# Claudio Bellucci
Claudio Bellucci (ur. 31 maja 1975 roku w Rzymie) – włoski piłkarz występujący na pozycji napastnika. Obecnie gra w Livorno Calcio.

## Kariera klubowa
Claudio Bellucci zawodową karierę rozpoczynał w 1993 roku w Sampdorii. Nie potrafił jednak przebić się tam do podstawowej jedenastki, więc został wypożyczony do grającego w Serie C1 zespołu US Fiorenzuola. Tam w 7 meczach strzelił 3 gole, po czym wrócił do Genui i zaczął grywać już o wiele częściej. 13 marca 1994 roku podczas pojedynku z Milanem zaliczył swój debiut w rozgrywkach Serie A. Łącznie dla Sampdorii Bellucci rozegrał 39 meczów, w których zdobył tylko 3 gole.
Sezon 1996/1997 spędził w Venezii, z którą zajął 13. miejsce w rozgrywkach Serie B. W jej barwach prezentował dobrą skuteczność skutecznością – uzyskał 20 trafień w 33 pojedynkach i zyskał zainteresowanie kilku innych włoskich klubów. Ostatecznie latem 1997 roku podpisał kontrakt z SSC Napoli, barwy którego reprezentował przez 4 sezony, w ciągu których rozegrał 91 spotkań. Bellucci wraz z Napoli 2 razy spadał z Serie A do drugiej ligi. W letnim okienku transferowym w 2001 roku piłkarz odszedł do Bologny. W ekipie „Rossoblu” grał przez 6 sezonów – wystąpił w 184 meczach i strzelił 65 bramek.
15 czerwca 2007 roku Bellucci na zasadzie wolnego transferu powrócił do swojego pierwszego klubu w karierze – Sampdorii, z którą podpisał 2-letni kontrakt. Początkowo był jej podstawowym graczem, jednak z czasem stracił miejsce w pierwszym składzie. W pierwszej części sezonu 2009/2010 był rezerwowym dla Antonio Cassano i Giampaolo Pazziniego. 20 stycznia 2010 roku na zasadzie wolnego transferu postanowił odejść do Livorno Calcio.

## Kariera reprezentacyjna
Bellucci ma za sobą występy w reprezentacji Włoch do lat 21, w której występował w 1997 roku. Dla młodzieżowej kadry rozegrał 6 spotkań i zdobył 2 gole.